# Phytomyza pauliloewii
Phytomyza pauliloewii är en tvåvingeart som beskrevs av Friedrich Georg Hendel 1920. Phytomyza pauliloewii ingår i släktet Phytomyza, och familjen minerarflugor. Arten är reproducerande i Sverige.